# أنونيموس (مجموعة)
أنونيموس (بالإنجليزية: Anonymous) هو ميم إنترنت اعتمد في إطار ثقافة الإنترنت لتمثيل تصرفات العديد من المستخدمين المجهولين في مجتمع الإنترنت، ويكونوا على الأغلب غير مترابطين في مكان واحد نحو هدف متفق عليه. ويعتبر المصطلح شاملاً لأعضاء ثقافات إنترنت فرعية معينة.
(الأنونيموس) هي مجموعة قلة تعمل في مجال النضال عبر الاختراق البرمجي. ولقد وُجدت عام 2003م على منتدى الصور (4 تشان)، تمثل مفهومًا لمستخدمي شبكة الإنترنت وغير موجودين في مكان واحد معًا، ولكنهم كمجتمعات يُطلق عليها مجازًا الدماغ العالمي الرقمي اللاسلطوي، وأيضاً تُعتبر بشكل عام مصطلح"ديبريتين2022" مُبطن لأعضاء من جماعات اجتماعية منعزلة في شبكة الإنترنت، كطريقة للإشارة لأعمالٍ تعارض الرقابة والإشراف في الإنترنت بشدة لأشخاص في بيئة تمثل هويتهم الحقيقية، ولقد قاموا باختراق العديد من المواقع الحكومية وكذلك اخترقوا أنظمة حاسوب أهم شركات الحماية، ويُمكن تمييز أعضائهم في المجتمع عن طريق ارتدائهم لنمط معين من الأقنعة يسمى (جاي فوكس) وهي بالأصل صُممت لفلم V للثأر عام 2005م.
كانت بدايتهم عن طريق شبكة لامركزية تصرفوا فيها بشكل مجهول ومنسق نحو هدف ذاتيٍ حر قد اتفقوا عليه، غرضهم من ذلك التسلية. ولكن مع بداية عام 2008م أصبحت جماعات الأنونيموس مُتعلقة بشكل متزايد بالعمل الجماعي العالمي للاختراق، فقاموا بمظاهرات وأفعال أخرى في نفس السياق ضد القرصنة الرقمية من خلال مكافحة الصور المتحركة وتسجيل الجمعيات التجارية الصناعية. وكانت معظم الأفعال المنسوبة للأنونيموس تُقام بواسطة أفراد غير معروفين يضعون مُلصق أنونيموس عليهم كشعار انتماء، وقد أثنى عليهم بعض المحللين كمقاتلين رقميين، وأدانهم آخرين لأنهم مقاتلون حاسوبيون فوضويون.
لم يكن الأنونيموس ملتصقين بموقع إنترنت واحد، فالكثير من المواقع كانت مرتبطة بشكل قوي معهم، مما جعل لهم لوحة مصورة بارزة، ومن أبرزهم: (8 تشان)؛ ذلك المرتبط بالويكي، وموسوعة الويكي وعدد من المنتديات. إلا أنه وبعد سلسلة من الجدل والاحتجاجات الواسعة النطاق أعلن عن الإنكار لتشوية المواقع التي هوجمت من قِبل مجهولين عام 2008م مما زاد الحوادث بين أعضاء كادر الأنونيموس.
لقد صنفت شبكة (سي إن إن) عام 2012م ظاهرة الأنونيموس كأحد أهم ثلاثة خلفاء للويكيليكس، وصنفتهم مجلة التايم الأمريكية كواحدة من أكثر المجموعات تأثيرًا في العالم.

## الخلفية
اسم الأنونيموس مستوحًا من الأسماء المُستعارة للحسابات التي تنشر الصور والتعليقات على الإنترنت. بدأ استعمال مصطلح أنونيموس كهوية مجهولة للزوار الذين يكتبون تعليقاتهم دون أسمائهم في منتديات الصور. فمستخدمي الصور يمزحون أحيانًا مع مجهول الهوية كما لو أنه شخص حقيقي.
وبزيادة شعبية اللوحات المصورة، أصبح يستخدم للدلالة على جماعة من الأفراد مثل (ميم إنترنت)، بل توسع نطاقه ليشمل الأفراد كمنظمات بدون اسم، وأفراد يشتركون في لقب (أنونيموس) ليمثلوا الهوية المشتركة على الإنترنت؛ الغرض من ذلك كان تبني واعي وساخر لتأثير السلوكيات الفاضحة على شبكة الإنترنت
وتميل التعريفات للتركيز على حقيقة أن هذا المفهوم، ومع توسع المستخدمين لايمكن إحاطته بتعريف بسيط، وعوضًا عن ذلك يُعَرَّف باستخدام قول مأثور يصف خصائصه المدركه، فهو الوصف الشخصي لأحدهم، ظهر بشكل مرئي لمظاهرة تستهدف كنيسة (الساينتولوجي العلمية).

## فن الصور والجمال لدى مجموعة أنونيموس
كان الأنونيموس يظهرون بعدة أشكال أدبية: طرافة صامدة، أسلوب تورية، أدب واقعي، وكوميديا سوداء، والكثير من التابعين لتلك المجموعة يظهرون بقناع جاي فوكس إما في الاحتجاجات، أو من خلال صور تنتشر على الإنترنت.

## نظرة عامة على المجموعة
مجموعة تتضمن عدد هائل من أسماء المستخدمين من عدة منتديات ولوحات مصورة، إضافة لمجهودات العديد من مواقع الويكي وشبكات التواصل الفوري للتغلب على قيود اللوحات المصورة التقليدية، لذلك جاهدت العديد من مواقع الويكي للتغلب على قيود اللوحات المصورة التقليدية، وشبكات التراسل الفوري لتنظيم حملات احتجاج قادمة.
كان ائتلاف واسع لمرتادي شبكة الإنترنت لتكوين جماعة عن طريق موقع (4تشان)، موقع (711تشان)، الموسوعة الدراماتيكية، وقنوات (آي آر سي) حتى يصل الصوت إلى الشعب ويشاركوا في الاحتجاجات. ليس للأنونيموس قائد ولا حزب مسيطر، كانوا يعتمدون على قوة الأفراد المشتركة، والتي كان لها تأثير المجموعة على الشبكة، فكل شخص يريد أن يكون أنونيموس له ذلك؛ شريطة أن يسعى إلى تحقيق أهدافهم كجماعة. عضو من الأنونيموس شرح لجريدة بالتيمور سيتي فقال:(عندنا أجندة نتفق عليها جميعًا، ننسق فيما بيننا، ونتصرف حيالها، ولكن بشكل مستقل بدون أي رغبة للاعتراف بالفضل. نريد فقط أن ننجز شيئا نشعر جميعنا أنه مهم). وأُرجع البيان أنه عضو مجهول كان قد وصف بما يتضمن إيمانه وأسلوب حياته، وهذه النظرة من أعلى أفراد المجموعة لاتعني بالضرورة أنها نظرة بقية الأفراد فيها. كان لأعضاء الأنانيموس تعاون مسبق مع مجموعة هاكر لولزيك.

## القائد إكس وحرية الناس المقدمة
يقدم القائد إكس مجموعة من المقابلات والفيديوهات التي تتحدث عن أنونيموس، قال في أحدها بأنهم ليسوا مجموعة إرهابية. في 2012 م دارت التحقيقات حوله وحول الأنونيموس بواسطة أرون بار، والذي ادعى بأنه بستاني في أحد مزارع سان فرانسيسكو، وفي مقابلة هوجمت فيها شركة (اتش بي غاري) قال فيها القائد إكس أن بار أحد المشتبه بهم، واصفًا إياه بالكادح. أيضا فقد وصفه إكس بالمقرصن الماهر، والعضو المؤسس لمنظمة حليفة لجبهة حرية الشعب (بي إل إف).
وبحسب أقوال القائد إكس، فإن (بي إل إف) هي منظمة تجمع لمخترقين تأسست عام 1985 م، تعمل مع الأنون أوبس، وهي مجموعة جزئية أخرى من الأنونيمويس للقيام بهجمات الحرمان من الخدمات أو الحجب ضد مواقع حكومية في تونس، إيران، مصر والبحرين. إن العلاقة بين الأنونيموس وبي إل إف أشبه ما تكون منظمة حلف شمال الأطلسي- حيث البي إل إف تكون مجموعة جزيئية صغيرة بإمكانها أن تختار إشراك أو عدم إشراك مشاريع معينة.
أنون أوبس وَ البي إل إف كلاهما قادرتان على تشكيل جيوش إنترنت كبيرة، الفرق الرئيسي أن الأنون أوبس ذات قوة عظيمة ولكنها بطيئة؛ بسبب عملية اتخاذ القرارات عندهم، بينما منظمة (البي إل إف) جبهة حرية الشعب تتحرك بسرعة هائلة كمشرط جراحة.
وفي 23 سبتمبر، ألقي القبض على متشرد من كليفورنيا اسمه كريستوفر دويون تحت تهمة أنه اشترك عبر شبكة الاتصال مع منظمة (البي إل إف) كعضو أنونيموس، لكنه رافع في المحكمة بأنه غير مذنب ردًا على التهم الموجهة له.

## أيون مُنخفضة المدار كانون
إحدى أهم برامج الاختراق، هو تطبيق على شبكة الإنترنت لاختبار الجهد الذي استُخدم من قِبل الأنونيموس لإكمال هجمات الاختراق الموزعة لهم، عندما يقوم المستخدمين الأفراد بتنزيل البرنامج، تشترك أجهزتهم طوعًا مع بوت نت، والتي بدورها توجَّه ضد الهدف عن طريق الأنون أوبس، والتطوع بالمصادر الشخصية من أجل الاستخدام الجماعي، هذه إحدى الطرق التي يصعب تعريفها للانضمام للمجموعة.

## الأعمال الاحتجاجية

### موقع تبادل ملفات التورنت (ذا بايرت باي)
في أبريل عام 2009م، أُعتبر المتهمين في (ذا بايرت بي) مُذنبين لتسهيل انتهاكات حقوق النشر الموسعة بشكل تجاري ومنظم، وقامت جماعة أنونيموس بإطلاق هجمات اختراق مُنسقة ضد الاتحاد الدولي للصناعة الفوتوغرافية، وهي مُنظمة مسؤولة عن حماية حقوق الفنانين المُسجلة. وعندما خسر المؤسسون في ادعائهم ضد التهم بالقرصنة، هاجم الأنونيموس الاي اف بي أي مرة أخرى، وأطلقوا عليهم مسمى (طفيليات). قالوا مرة: (سنظل نهاجم من يتبنى الرقابة، لن تستطيعوا إخفاء وسائل التحكم المثيرة للسخرية عنا).

### موقع (ميغا آبلود) لمشاركة الملفات
في 19 من يناير 2012م، تم إغلاق موقع (ميغا أبلود) الذي يوفر خدمات مشاركة الملفات من قبل وزارة العدل الأمريكية ومكتب التحقيقات الفيدرالي، وهذا قاد لما أطلق عليه الأنونيموس مسمى (الهجوم الشبكي الأكبر الوحيد في التاريخ)، باريت براون الناطق باسم مجموعة الأنونيموس ظهر في أخبار قناة روسيا اليوم قائلا: (أن توقيت الهجمة لا يُمكن أن يحدث في توقيت أسوء من هذا بالنسبة لوجهة نظر الحكومات).

## قانون وقف القرصنة على الإنترنت (إس أو بي إيه)
مع قانون وقف القرصنة على الإنترنت، أصبحت المظاهرات من الماضي، وصار يُنادى أن مستخدمي الإنترنت قادرين على حماية الإنترنت المفتوح. باريت براون قال لأخبار روسيا اليوم: (إن موقع وزارة العدل أُغلق لسبعين دقيقة فقط بعد بدء الهجمة، في حين لا يزال العديد من المواقع متوقفا أو يعاني بطئ في التحميل)، كانت الهجمة قد أضرت بكثير من المواقع من ضمنها تلك التي تنتمي لموقع وزارة العدل، ومكتب التحقيقات الفيدرالي، مجموعة الموسيقى العالمية، اتحاد صناعة التسجيلات في أمريكا، اتحاد الرسوم المتحركة في أمريكا، إذاعة بث الموسيقى والشركات المدمجة. حتى قبل وجود قانون منع القرصنة على الإنترنت فالحكومة الفيدرالية دائمًا لديها السلطة الهائلة للقيام ببعض الأشياء التي يريدون فعلها، فإذا كان هذا ما يحدث بدون قانون منع القرصنة على الإنترنت، تخيل ما قد يحدث بعد سن هذا القانون.
وعلّقَ براون: (على الرغم من أن أفعال الأنونيموس قد لاقت تأييدًا، إلا أن بعض المعلقون ناقشوا أن هجمات الاختراق قد تُلحق ضررًا ضد قانون منع القرصنة على الإنترنت بسبب الهجمات المتضمنة للطرق الحديثة المُعقدة التي بها يشترك بها مستخدمي الأنترنت يشتركون دون علمهم في هجمات الاختراق بضغطهم على رابط وُضع في غرف الدردشة أو على تويتر، وبالتالي يخرقون قوانين الولايات المتحدة). استخدم الأنونيموس برنامج مدار الأيون المنخفض كانون لمهاجمة المؤيدين لقانون منع القرصنة عبر الإنترنت في 19 من يناير 2012م، وقد صرح الأنونيموس أن هذا يعد الهجوم الأكبر بمشاركة ما يقارب 5635 شخص يشاركونهم في هذه الهجمات من خلال استخدام نفس البرنامج. وحقيقةً كان بالإمكان منع ذلك عن طريق شبكة جدار الحماية؛ والتي يمكنها وبسهولة تصفية ضغط الشبكة؛ حيث هي من قام بصنعها، إضافة لمخترقي برنامج مدار الأيون المنخفض كانون للتعرف عليهم بسهولة في سجلات النظام، وتعقب عنوان المعرف الخاص بأجهزتهم، ومن ثَم اعتقالهم من قبل وكالات تنفيذ لقانون.

## فيلم كوني
وصفت مجموعة أنونيموس الحملة المرافقة لفيلم كوني 2012م، والذي أنتجته منظمة (الأطفال الغير مرئيين) لنشر معلومات غير موضوعية بهدف التأثير على آراء الناس، ورغم ادعائها أنها تؤيد الحملة المضادة لكوني إلا أن الأنونيموس ترى أن ذلك خدعة واحتيال.

## المواقع الحكومية
ادعت الأنونيموس مسؤوليتها عن إغلاق بعض المواقع الحكومية في بريطانيا في أبريل عام 2012م في احتجاجات ضد تسلم الحكومة وسياسات الترصد، وقد تركت رسالة على موقع تويتر كتب فيها: (من أجل اقتراحاتكم المراقبة الصارمة).

## الحركة الاحتجاجية (أكيوباي)
انضم نشطاء مجموعة الأنونيموس لمتظاهري حركة الاستيلاء على وول ستريت، أعضاء الأنونيموس نزلوا لمنتزه زوكوتي في نيويورك، ونظموها جزئيًا بعد أن أصبحَ معروفًا أن بعض المحتلين المتظاهرين قد يتعرضون للعنف. استخدم الأنونيموس شبكات التواصل الاجتماعي كتويتر تريندز لمتابعة المتظاهرين لتجنب الفوضى، المحافظة على سلميّة الاحتجاجات. بعض الاحتجاجات الصغيرة حدثت خارج سوق لندن للأوراق المالية في بداية مايو 2012م خلال احتجاجات احتلال يوم من مايو.

## الجنس بالأطفال شبكيًّا
كريس فوركاند مفترس الإنترنت كما يُقال (53)، كان مُتهما بممارسة الجنس مع الأطفال وجرائم الأسلحة النارية. صحيفة ما أعلنت أن فوركاند كان مطلوبًا من قِبل حرّاس الإنترنت قبل بدء تحقيقات الشرطة. وتقرير تلفزيوني حدد أن مجموعة حراس إنترنت ذاتيين يُسمون الأنونيموس هم من تواصلوا مع الشرطة بعد أن غُرر ببعض الأعضاء للممارسة الجنس من قِبل فوركاند، التقرير ذكر أن هذه كانت أول اعتقال تقوم به الشرطة لمُفترس إنترنت مشتبه به كنتيجة لأعمال حرّاس الإنترنت.
في أكتوبر عام 2011م، دارت عملية داركنت كمحاولة لإيقاف نشاطات المواقع الإباحية للأطفال التي يتوصل إليها عن طريق خدمات مخفية في شبكة الإنترنت العميقة، نشر أنونيموس رابط باستبين كنوع من تطبيقات الإنترنت التي يُخزن فيها حجم كبير من النصوص لفترة معينة، أدعت أنه أسماء مستخدمين لـ1589عضو من مدينة لوليتا، وهو موقع إباحي للأطفال يُدخل إليه عن طريق شبكة تور قالت أن الموقع تم اكتشافه من خلال ويكي مخفية، ويتضمن الموقع أكثر من 100 جيجابايت لصور إباحية لأطفال أنينويمس، وقد أطلقت هجمات اختراق وحجب لإغلاق موقع مدينة لوليتا.

## المؤسسات الدينية
أخذت المجموعة اهتمام الصحافة في جميع أنحاء العالم لمشروع (جنالوجي)، وهو احتجاج ضد الكنيسة السيانتولوجية.
المشروع بدأ نتيجةً لقيام الكنيسة السيانتولوجية بإزالة مقاطع جوهرية من مُقابلة واسعة الشعبية مع الساينتلوجي توم كروز في موقع يوتيوب على الإنترنت بعنوان (رسالة إلى النتولوجي) في يناير عام 2008م. وقد أوصل الفيديو أن الأنونيموس يرون أن أفعال الساينتولوجوي أي المنتمين للكنيسة الساينتولوجية ما هي إلا رقابة على الإنترنت، وأكدت أن المجموعة تنوي طرد الكنيسة من الإنترنت.
في بداية عام 2011م، استهدفت المنظمة كنيسة ويستبرو المعمدانية، مُطلقين عدة فيديوهات حول مجموعة من المواضيع لنفس الصلة، كجدلهم الوعظي ضد مثليي الجنس.
أُطلقت عدة هجمات على الموقع، واحدة منها كانت لشيرلي فيلبس روبر تحاور ممثلًا للأنونيموس في مقابلة تلفزيونية على برنامج (دافيد باكمان).

## القضايا المتعلقة بالمثليين
في أغسطس عام 2012م، قام الأنونيموس باختراق موقع الحكومة الأوغندية احتجاجاً على إيقاف فواتير المثليين، ووضعوا رسالة تقول: (سنستمر في استهداف مواقع الحكومة الأوغندية وشبكاتها حتى تعالج الحكومة كل الناس، بما فيهم المثليين جنسيًا).

## الهجمات وغيرها من الأنشطة
هذه المجموعة مسؤولة عن الهجمات الإلكترونية للاختراق التي طالت البنتاغون، وقد هددت شركة نيوز كوربوريشن بتحطيم موقع الفيسبوك. في أكتوبر عام 2011م، مخترقين الأنونيموس هددوا عصابة لترويج المخدرات في المكسيك تعرف باسم لوس زيتاس، قامت بمهاجمتهم من خلال فيديو عبر الإنترنت بعد أن تم خطف أحد الأعضاء. وفي أواخر مايو 2012م، تحمل الأنونيموس مسؤولية إغلاق موقع (جي أم كروبس). وفي بداية سبتمبر 2012م، تحملوا أيضًا مسؤولية إغلاق شركة (جودادي) المؤثرة على المشاريع الصغيرة حول العالم. في منتصف شهر سبتمبر عام 2012، قاموا بتهديد منظمة هونج كونج الحكومية، والتي تعرف بالمركز التعليمي الوطني عبر فيديوهات على شبكة الإنترنت، ويتحمل الأنونيموس مسؤولية تسريب وثائق حكر 6 حتى 18 سنة؛ فالمنهج الجديد يخضع لنقد حاد ويثير انتباه وسائل الإعلام العالمية، حيث لا يُكافيء الطالب حسب كم المعلومات التي تعلمها بشكل فعلي، بل عوضاً عن ذلك يقيّم على أساس مستوى تعلقه العاطفي وإثبات انتمائه للحزب الشيوعي الصيني، تقريباً حسب موضة غسيل المخ الأعمى.

## التأثير

### تناول الإعلام لموضوع الأنونيموس
في 26 يوليو سال فايروس مكتوب لما يقارب 90 فردًا من قائمة الاتصال لديه في الموقع، مدمرين بفعلتهم اثنان أو ثلاثة أجهزة حواسيب لأصدقائه.
التقرير أظهر شخصية مخترق ستبق دون اسمه قد دخل في جماعة الأنونيموس، وشرح وجهه نظرة اتجاه هذه الثقافة. إضافة لذلك، فقد ذكر التقرير أيضًا وجود غارات على موقع (هابو)، وحملة وطنية لإفساد كتاب هاري بوتر الجديد، وتهديدًا بتفجير ملاعب رياضية.
بعد يوم من التقرير، قامت مدونة أخبار وايرد، والصحفي رايان سينجل بالسخرية منه، قائلين: (إن أخبار فوكس أصبحت مشوشة بين مجموعة من المخترقين المصابين بالملل، تتراوح أعمارهم في الخامسة عشر من العمر يضعون صور إباحية، وبين منتدى فور شان باللغة الإنجليزية، إن هذا التقرير يعد من أطرف النكت التي أطلقها أحدهم في الإعلام)
في فبراير عام 2008م، إذاعة اليوم والليلة التي مقرها أستراليا تضمّن بعضًا مما جاء في تقرير (كي تي تي في) مسبوقًا بأن كنيسة الساينتالوجي قد صعّدت الهجوم ضد الأنونيموس، واصفة إياهم بالمتعصبين دينيًا، وأنهم مرضى وأصحاب علل نفسية.
اختلف معهم جراهام كلولي الخبير الأمني المطور للحماية في الحواسيب حيث قال: (إن الإجراءات التي تتخذها (داركنت) ضد المواقع الإباحية للأطفال قد تؤدي عن الأنونيموس ونشاطاتهم، الصحيفة أيضًاً أدرات مقالات رأي عن المجموعة، أحيانًاً تمدحها واصفةً إياهم كالنموذج المستقبلي لنشاطات الإنترنت الاجتماعية.
هذا هو المستقبل، سواء أثبت ذلك أحد أم لا، وفشل جزء من الحكومة، ووسائل الإعلام على حد سواء؛ لمحاولة الفهم والمنافسة على التغيير السريع القائم على قدم وساق، يوجب التذكيربأن الحركة مهمة في المقام الأول.
في يناير عام 2008م، برنامج محرك البحث يُبث من الإذاعة الكندية منشورة من قِبل (سي بي سي) إذاعة، قامت بالإبلاغ عن مشروع (جانولوجي) وكان ضيفها جيسيس براون الذي أطلق على الأنونيموس لقب المهرجون، مشيراً إلى افتقارهم للتنسيق، السخرية المبتذلة وحزمة النبوغ والعقل، ودعاهم لمواجهته شخصيًاً. وفي 7 فبراير من نفس العام، ظهر عدوان من الأنونيموس في البرنامج؛ موضحين طبيعة المجموعة، وحقيقة الانتقادات التي وجهوها للساينتلوجي.
في 10 فبراير 2008م قام الأنونيموس باحتجاجات أمام مباني السابنتالوجي حول العالم، مما اضطر براون على الاعتراف بالخطأ.
وكطبيعة الاحتجاجات، ارتدى المحتجون أقنعة، ورفضوا أن يفشوا بأي اسم، وأثاروا مناقشات حول المعايير الصحفية لحماية المصادر، ومعنى الهوية.

### ردة فعل الهيئات لتطبيق القانون

#### الاعتقالات
في ديسمبر عام 2010م، اعتقلت الشرطة الهولندية ذو ستةَ عشر سنة لهجمات إلكترونية على الفيزا، ماستر كارد وباي بال، مُرتبط بهجمات الاختراق للأنونيموس ضد شركات معارضة للويكليكس.
وأنونيموس التي شنت على الشركات المعارضة للويكيلكس، ولم يصدر بحقها أي أمر للاعتقال، إلا بيانًا صدر بعقوبة تصل للسجن عشر سنوات، وذلك لأن ما قاموا به يعد جريمة جنائية.
اعتقلت الشرطة البريطانية في يناير من 2011 خمسة ذكور تترواح أعمارهم بين 15 - 26 مشتبه بهم في هجمات حجب الخدمة الموزعة مخفية الهوية.
اعتُقل ماثيو جورج -من سكان نيوكاسل ونيو ساوث ويلز، مهتم بالتشريع الأسترالي الوشيك لتصفية الإنترنت- بسبب مشاركته في نشاطات الأنونيموس لهجمات الحرمان من الخدمة الموزعة، شارك جورج في محادثات (آي آر سي) للأنونيموس، وسمحَ بإن يُستخدم جهازه الحاسوب في عدة هجمات اختراق مرتبطة بعملية (تيتستورم)، تم تعقبه من قبل السلطات المختصة، وتم تغريمه بما يقارب 550 دولار، على الرغم من أنه لم يكن ذو وعي بأن أفعاله غير قانونية، ومؤمن بإن مشاركته في عملية (تيتستورم) أخذت طابع قانوني لاحتجاجات المواطنين. تجربته تركته بخيبة أمل مع احتمالية البقاء مجهولًا على الإنترنت، مُحذرًاً الآخرين بأنه ليس هناك مجال لتختبيء على الإنترنت، مهما حاولت بقوة إخفاء مسارك، يُمكن أن تُصطاد، أنت لستم منيع.
في 10 من يونيو هجمات الاختراق، هذه المجموعة المعنيية قامت بعمل هجمات على صفحة الإنترنت الخاصة بمحل بلاي ستيشن، والمجموعة المصرفية الأسبانية بانكو بيلباو فيزكايا أرجنتاريا، ومجموعة المصارف الأسبانية بانيكا، وموقع الحكومة المصرية، الجزائرية، الليبية، الإيرانية، التشيلية، الكلومبية والنيوزلندية. وقد أظهرت العملية أن بناءهم مكون من خلايا، حيث يمكنهم في أي وقت أن يتحدوا أو يتناسقوا من خلال تنزيل برامج إلكترونية (سوفت وير)، ومن ثَمّ صنع القرار لأي هجمة تحدث في غرف المحادثة. الشرطة الوطنية الأسبانية قالت أن هذه العملية تتوافق مع حقيقة أن الحكومة الأسبانية والناتو اعتبروا هذه المجموعة من المخترقين تهديد للأمن القومي.
في 13 يونيو 2011م، أعتقلت الشرطة التركية 32 شخص مشتبه باشتراكهم في هجمات حجب الخدمة على مواقع الحكومة التركية، تم القبض عليهم في مدن تركية مختلفة: إسطنبول، أنقرة وغيرها، بحسب مجلة (بي سي) فإن هؤلاء الأفراد تم اعتقالهم بعد أن هاجموا هذه المواقع كرد لمطالب الحكومة التركية لمقدمي خدمة الإنترنت بتطبيق نظام تصفية، أ، نظام رقابة كما يعتبرها البعض.
خلال شهر يوليو 2011م، تم اعتقال ما يصل إلى 20 أو أكثر للاشتباه بهم من مجموعة الأنونيموس للاختراق في الولايات المتحدة وبريطانيا وهولندا، انتقامًا لمُهاجمة بأي بال وماستر كارد وفيزا بعد أن قاموا بتجميد حسابات ويكليكس.
وبحسب أقوال المسؤولين في الولايات المتحدة تمت مداهمة البيوت المشتبه بها، واعتقال المشبوهين في ألاباما، أريزونا، كاليفورنيا، كولورادو، واشنطن العاصمة، فلوريدا، ماساتشوستس، نيفادا، نيو مكسيكو وأوهايو، بالإضافة لإمساك الشرطة بصبي في السادسة عشر من عمره في جنوب لندن للاشتباه به في إساءة استخدام الحاسوب في عام 1990م، وأربعة تم الإمساك بهم في هولندا.
في 28 فبراير 2012م، أصدر الانتربول أوامر اعتقال 25 شخصا يشتبه في صلتهم بالأنونيموس، وفقًا لبيان صادر عن وكالة الشرطة الدولية، تتراوح أعمار المشتبه بهم بين 17 و40 سنة، وقد تم اعتقالهم جميعًا.
في 12 سبتمبر 2012م، اعتقل المتحدث باسم المجموعة باريت براون في منزله في دالاس بتهمة تهديد وكيل مكتب التحقيقات الفيدرالية، الوكلاء اعتقلوا براون حين كان في خضم جلسة مُحادثة دردشة في الأنترنت.

#### الخوف من العقوبة
في 28 يناير 2008، أدعى الإعلام الأمريكي المنفذ لصحيفة وال ستريت أن موظفي تطبيق القانون في الولايات المتحدة قلقين حول عدة هجمات اختراق عبر الإنترنت من قبل المجموعة. فقامت الولايات المتحدة بعمل تحقيق مع مؤسس ويكليكس جوليان أسانج على الرغم أنه لم توجه له أية اتهامات. فريقه القانوني قال: (إن الولايات المتحدة لا تملك سلطة قضائية طالما أن المواطن الأسترالي لم يقم بأي جريمة على الأراضي الأمريكية). وكان سبب القلق هو الشك في مشاركة الأنونيموس في هجمات انتقامية.
النائب العام في التحقيقات واجه الكثير من المداخلات الشخصية التي أقلقت زملاءه حول احتمالية أي ضرر جسدي. وبحسب الصحفي ديلفين باريت الذي أوضح أن وزارة العدل كانت تتصرف بشكل غير اعتيادي حين أخفت أسماء المسؤولين في البيانات العامة لكن ليس في البيانات الحكومية. السيد بارت قال أنه كان هناك نقاش في وزارة العدل ومكتب التحقيقات الفيدرالي حول إظهار أسماء المسؤولين الذين يعملون في قضية المنتديات.
الأفعال المنسوبة إلى أنونيموس هي التي يضطلع بها أفراد مجهولي الهوية يطلقون اسم «أنونيموس» على أنفسهم. ارتبطت حوادث كثيرة بأعضائها بعد سلسلة احتجاجات عبر الشبكة وهجمات إلكترونية مثيرة للجدل، والتي لوحظت أعلاميا ونسبت إلى أنونيموس في عام 2008.
على الرغم من الحديث الذي يؤكد أنها ليست بالضرورة كيان واحد مترابط على الإنترنت، ولكن العديد من المواقع ترتبط بشدة بالأنونيموس. وهذه المواقع تشمل منتديات بارزة مثل فوتشان فوتابا، والويكي المرتبط بها، إنسيكلوبيديا دراماتيكا، وعدد من المنتديات الأخرى مثل منتدى شيء فظيع.

## الحرب الإلكترونية على إسرائيل 2013
تناقلت مواقع التواصل الاجتماعية في تاريخ 6 أبريل 2013 عن وجود هجوم كبير من قبل مجموعة الأنونيموس على المواقع الإسرائيلية، وتناقلت مقطع فيديو على اليوتيوب يظهر فيه شخص يلبس قناع المجموعة ويتحدث على الهجوم ويتطرق إلى ثلاث خطوات في الهجوم
الأول مسح الكيان الصهيوني من شبكة الإنترنت والثاني هو فضح الخطط المستقبلية والجرائم. والثالث لم يتم الحديث عنه لكنه قال: «أما الخطوة الثالثة والأخيرة سنقدمها لكم هدية نحن الأنونيموس».
وتم التأكد من عدم عمل عشرات المواقع الإسرائيلية. بالإضافة إلى انتشار روابط مواقع تابعة لجهات حساسة تم اختراقها.
وتعتبر هذه العملية أول حروب إلكترونية وأكبر عملية قرصنة معلوماتية ضد إسرائيل.
وكانت أنونيموس سبق وأن أعلنت عزمها شنّ أكبر عملية قرصنة معلوماتية ضد إسرائيل في السابع من أبريل/نيسان الجاري، وأُطلق عليها «أوب إسرائيل» وهدفها محو إسرائيل من الإنترنت.
يوم 7 أبريل 2013، نفذ آلاف من أعضاء أنونيموس في العالم العربي خاصة (المغرب ومصر والسعودية والأردن وتونس والعراق وقطر والبحرين والجزائر...) ومن أبرز الدول المغرب البلد الذي كان يقدر بوجود 32 الف هاكرز من مختلف البلدان يخترقون المواقع وقد استهدفت أهم المواقع الحكومية والرئاسية في إسرائيل ومنها موقع رئيس الوزراء ووزارة الدفاع الإسرائيلية وموقع الاستخبارات وموقع مجلس الوزراء الإسرائيلي وسوق الأوراق المالية والمحاكم الإسرائيلية وشرطة تل أبيب وحزب كاديما ووزارة التعليم وبنك القدس و 20000 حساب على الفيسبوك و 5000 حساب بنكي وغيرها.
وتم وضع في المواقع المخترقة رسائل لتحرير فلسطين والتنديد بالسياسات الحربية الإسرائيلية وكذلك تم وضع سور للقرآن الكريم في بعضها.

## اختراق كمبيوترات وخوادم مفاعل ديمونة 2024
في مارس 2024 قامت مجموعة أنونيموس باختراق كمبيوترات و خوادم مفاعل ديمونة النووي الإسرائيلي حيث كشفت صحيفة هاريتس أن جماعة متخصصة باختراق وقرصنة الكمبيوتر عبر الإنترنت اخترقت كمبيوترات وخوادم مفاعل ديمونة النووي الإسرائيلي، ونقلت الصحيفة الخبر عن منشورات لمجموعة أنونيموس المتخصصة في القرصنة والاختراق عبر شبكة الإنترنت أن ناشطوها تمكنوا من سرقة ملفات من كمبيوترات تابعة لمعهد الأبحاث النووي الإسرائيلي ونشرت المجموعة قسما منها، حيث استطاع نشطاء مجموعة أنونيموس من حذف جزء من المعلومات عن الخوادم التابعة للمفاعل.

## روابط خارجية
- أنونيموس على موقع ميوزك برينز (الإنجليزية)